# Alan Jackson (Fußballspieler)
Alan Jackson (* 22. August 1938 in Swadlincote) ist ein ehemaliger englischer Fußballspieler. Als Halbstürmer war er Teil des erweiterten Kaders der Wolverhampton Wanderers, die in den Spielzeiten 1957/58 und 1958/59 zwei englische Meisterschaften in Serie gewannen.

## Sportlicher Werdegang
Wenig deutete zunächst auf eine Profifußballerlaufbahn von Alan Jackson hin. Der Sohn eines Bergarbeiters war weit davon entfernt, für nationale Schüler- oder Jugendauswahlmannschaften nominiert zu werden, aber nach einem guten Auftritt in Birmingham für ein Verbandsteam aus Burton erhielt er ein schriftliches Angebot der Wolverhampton Wanderers, nachdem er von dem Scout George Noakes entdeckt worden war. Jackson verließ vorzeitig die Schule und an seinem 16. Geburtstag unterzeichnete er bei den „Wolves“ seinen ersten Profivertrag.
Erstmals zu einem Ligaeinsatz kam er am 7. April 1958 gegen den FC Arsenal (2:0) und dieser war der erste von zweien in einer Saison 1957/58, die Wolverhampton die englische Meisterschaft einbrachte. Der sportliche Durchbruch blieb ihm jedoch unter dem strengen Trainer Stan Cullis verwehrt. Obwohl sich Jackson selbst auf der linken Halbstürmerposition am wohlsten fühlte, ließ Cullis ihn lediglich sporadisch auf dem linken Flügel oder als Mittelstürmer auflaufen. Auch bei der Titelverteidigung in der Spielzeit 1958/59 absolvierte er noch einmal zwei Meisterschaftspartien (dabei schoss er am 15. November 1958 gegen den FC Burnley (2:0) ein Tor). Einer der seltenen Höhepunkte war im selben Jahr sein Auftritt im Europapokal der Landesmeister, obwohl sein Anschlusstreffer beim Erstrundenrückspiel zum 1:2 gegen den FC Schalke 04 nicht fürs Weiterkommen genügte. Insgesamt blieb es bei sechs Pflichtspieleinsätzen für die Wolves. Er konnte sich gegen Konkurrenten wie Jimmy Murray, Peter Broadbent, Dennis Wilshaw und Bobby Mason nicht durchsetzen und so zog er im Juni 1959 weiter zum Drittligisten FC Bury. Ein möglicher Wechsel zum Zweitligisten Blackburn Rovers hatte sich zuvor zerschlagen und somit auch ein mögliches Wiedersehen mit seinem Ex-Verein im 1960er FA-Cup-Endspiel.
Der Neustart seiner Karriere gestaltete sich erfolgreich und nach einem verpassten Aufstieg im ersten Jahr gewann Jackson mit Bury in der Saison 1960/61 die Drittligameisterschaft. Jackson trug dazu über 20 Treffer bei und er war etatmäßiger Elfmeterschütze. In seiner Zeit für Bury schoss er insgesamt 43 Tore in 124 Ligaspielen und im November 1962 wechselte er zum Drittligisten Brighton & Hove Albion, gegen den Jackson einmal ein Hattrick gelungen war. Er blieb nur kurz im fernen Brighton und als junger Familienvater bevorzugte er nur kurz darauf einen Wechsel in ein Berufsfeld, das er als stabiler einstufte. So begann er in einer Fabrik und später in einer Kinderbetreuungseinrichtung in Burton zu arbeiten. Fußballerisch ließ er zu dieser Zeit seine Karriere unter Peter Taylor bei Burton Albion ausklingen. Nach viereinhalb Jahren holte er seinen Schulabschluss nach. Später arbeitete er als Grundschullehrer und in Allenton zudem bis zu seinem Vorruhestand als stellvertretender Schulleiter.